# Cseh Dávid Péter
Cseh Dávid Péter (Pécs, 1996. április 8. –) magyar színész, énekes, dalszövegíró, műfordító.

## Életpályája
Nagynyárádon nőtt fel.
Már 2008-ban szerepelt a Pécsi Nemzeti Színház Légy jó mindhalálig című darabjában. 2014-ben érettségizett a pécsi Babits Mihály Gimnáziumban. 2014-2017 között a Pesti Broadway Stúdió tanulója volt. 2016 és 2019 között a Magyar Hajnal Énekstúdió növendéke.
2014-től rendszeresen szerepel a Budapesti Operettszínház előadásaiban. 2017-ben kapta első főszerepét, Quasimódót, az "A Notre Dame-i toronyőr" című musicalben. Ugyanezen évben övé lett az Évad legígéretesebb fiatal tehetségének járó Marsallbot-díj.
2019-ben szerepelt a TV2-n futó Sztárban sztár leszek! című show-műsorban.
2025-ben elvégezte a Színház- és Filmművészeti Egyetem drámainstruktor szakát.
Párja Gadó Anita színésznő.

## Főbb színházi szerepei
| Előadás címe                                  | Szerep                            | Bemutató éve / Szerepátvétel éve | Rendező              | Színház / Helyszín                                                                      |
| --------------------------------------------- | --------------------------------- | -------------------------------- | -------------------- | --------------------------------------------------------------------------------------- |
| Elisabeth                                     | Ferenc József                     | 2025                             | Szente Vajk          | Erkel Színház                                                                           |
| A trón                                        | Petrus                            | 2025                             | Szente Vajk          | Erkel Színház                                                                           |
| Rómeó és Júlia turné                          | Mercutio                          | 2025                             | Kerényi Miklós Gábor | Magyarország-szerte                                                                     |
| Macskák                                       | Munkustrapp                       | 1983 / 2025                      | Szirtes Tamás        | Madách Színház                                                                          |
| RENT                                          | Roger Davis                       | 2024                             | Lenchés Márton       | Belvárosi Színház                                                                       |
| A nyomorultak                                 | Enjorlas                          | 2024                             | Szirtes Tamás        | Madách Színház                                                                          |
| István, a király                              | Vecellin                          | 2018 / 2024                      | Székely Kriszta      | Budapesti Operettszínház                                                                |
| Virágot Algernonnak                           | Nemur                             | 2015 / 2023                      | Somogyi Szilárd      | Budapesti Operettszínház (Raktárszínház)                                                |
| Az Orfeum mágusa                              | Leopold Mária Lippert Weilersheim | 2023                             | Bozsik Yvette        | Budapesti Operettszínház                                                                |
| Misi mókus                                    | Misi                              | 2023                             | Peller Károly        | RaM-ArT Színház                                                                         |
| A padlás                                      | Rádiós                            | 2022 / 2023                      | Böhm György          | Veres 1 Színház                                                                         |
| István, a király – 40. éves jubileumi koncert | Torda                             | 2023                             | Feke Pál             | Crescendo Music Management                                                              |
| Legendás Mátyás                               | Mátyás                            | 2023                             | Pányik Tamás         | 6szín Teátrum                                                                           |
| Monte Cristo grófja                           | Dumas                             | 2023                             | Vincze Balázs        | Budapesti Operettszínház                                                                |
| Szép nyári nap                                | Varga Péter                       | 2023                             | Böhm György          | Veres 1 Színház                                                                         |
| Jézus Krisztus Szupersztár                    | Jézus                             | 2010 / 2023                      | Szirtes Tamás        | Madách Színház                                                                          |
| A boldog herceg                               | A boldog herceg                   | 2022                             | Pányik Tamás         | Eötvös10 Művelődési Ház                                                                 |
| A tizenötödik                                 | Von Lasberg                       | 2022                             | Szirtes Tamás        | Madách Színház                                                                          |
| Veszedelmes viszonyok                         | Danceny lovag                     | 2022                             | Kiss Csaba           | Budapesti Operettszínház (Kálmán Imre Teátrum)                                          |
| La Mancha lovagja                             | Atya                              | 2020 / 2021                      | Vincze Balázs        | Budapesti Operettszínház                                                                |
| Hegedűs a háztetőn                            | Szása                             | 2021                             | Bozsik Yvette        | Budapesti Operettszínház                                                                |
| Valami bűzlik                                 | Dalnok / Bíró                     | 2021                             | Szente Vajk          | József Attila Színház                                                                   |
| Abigél                                        | Kalmár tanár úr                   | 2008 / 2020                      | Somogyi Szilárd      | Budapesti Operettszínház                                                                |
| A Szépség és a Szörnyeteg                     | Szörnyeteg                        | 2005 / 2020                      | Böhm György          | Budapesti Operettszínház                                                                |
| Puskás, a musical                             | Kocsis Sándor                     | 2020                             | Szente Vajk          | Erkel Színház                                                                           |
| Tajtékos dalok – Boris Vian revü              | Boris és...                       | 2020                             | Kiss Csaba           | Budapesti Operettszínház (Kálmán Imre Teátrum)                                          |
| Sztárcsinálók                                 | Néró                              | 2020                             | Szente Vajk          | PS Produkció (UP Újpesti Rendezvénytér)                                                 |
| Macskafogó                                    | Nick Grabowski                    | 2019                             | Szente Vajk          | József Attila Színház                                                                   |
| Titanic                                       | Jim Farrell                       | 2019                             | Somogyi Szilárd      | Veszprémi Petőfi Színház                                                                |
| Izgass fel! – Az évszázad bűnténye            | Richard                           | 2019                             | Pányik Tamás         | Hatszín Teátrum                                                                         |
| Rómeó és Júlia                                | Mercutio                          | 2019; 2022; 2024                 | Kerényi Miklós Gábor | Papp László Sportaréna                                                                  |
| Elfújta a szél                                | Ashley Wilkes                     | 2013 / 2019                      | Somogyi Szilárd      | Budapesti Operettszínház                                                                |
| Ének az esőben                                | Énekes                            | 2016 / 2019                      | Harangozó Gyula      | Budapesti Operettszínház                                                                |
| Titanic                                       | Charles Lightoller                | 2019                             | Somogyi Szilárd      | Szegedi Szabadtéri Játékok                                                              |
| Abigél                                        | Kőnig tanár úr                    | 2008 / 2018                      | Somogyi Szilárd      | Budapesti Operettszínház                                                                |
| A kék madár                                   | Fiatal Tyltyl                     | 2018                             | Szenteczki Zita      | Budapesti Operettszínház (Kálmán Imre Teátrum)                                          |
| Apácashow                                     | TJ, bandatag                      | 2018                             | Szente Vajk          | Zikkurat Színpadi Ügynökség (Szegedi Szabadtéri Játékok, majd Budapesti Operettszínház) |
| Amerikai komédia                              | Benjamin Pershing                 | 2014 / 2018                      | Réthly Attila        | Budapesti Operettszínház (Kálmán Imre Teátrum)                                          |
| Rebecca – A Manderley-ház asszonya            | Ben                               | 2010 / 2017                      | Béres Attila         | Budapesti Operettszínház                                                                |
| A Notre Dame-i Toronyőr                       | Quasimodo                         | 2017                             | Kerényi Miklós Gábor | Budapesti Operettszínház                                                                |
| Erdei Kalamajka                               | Huszár                            | 2009 / 2016                      | Somogyi Szilárd      | Budapesti Operettszínház (Raktárszínház)                                                |
| Rómeó és Júlia                                | Paris                             | 2004 / 2016                      | Kerényi Miklós Gábor | Budapesti Operettszínház                                                                |
| Lady Budapest                                 | Péter; Elfogott forradalmár       | 2016                             | Somogyi Szilárd      | Budapesti Operettszínház                                                                |
| Mária főhadnagy                               | Kocsmáros                         | 2015                             | Somogyi Szilárd      | Budapesti Operettszínház (Raktárszínház)                                                |
| Légy jó mindhalálig                           | Gimesi                            | 2008                             | Csiszár Imre         | Pécsi Nemzeti Színház                                                                   |

## Dalszövegírói munkássága
| Előadás címe    | Alkotók                                                             | Ősbemutató Éve | Ősbemutató Helyszíne                 |
| --------------- | ------------------------------------------------------------------- | -------------- | ------------------------------------ |
| Legendás Mátyás | Mester Dávid – Cseh Dávid Péter – Kerényi Tünde Sára – Pányik Tamás | 2023           | 6szín Teátrum                        |
| Misi Mókus      | Nyitrai László – Cseh Dávid Péter – Peller Károly                   | 2022           | Móricz Zsigmond Színház, Nyíregyháza |
| Sándor Mátyás   | Szemenyei János – Cseh Dávid Péter                                  | 2022           | Kolozsvári Állami Magyar Opera       |

## Műfordítói munkássága
| Előadás címe                       | Eredeti cím                         | Szerzők                                                  | Bemutató Éve | Rendező              | Színház / Helyszín        |
| ---------------------------------- | ----------------------------------- | -------------------------------------------------------- | ------------ | -------------------- | ------------------------- |
| RENT                               | RENT                                | Jonathan Larson                                          | 2024         | Lenchés Márton       | Belvárosi Színház         |
| Tik-tak... bumm!                   | Tick, Tick... Boom!                 | Jonathan Larson                                          | 2024         | Dicső Dániel         | Art-Színtér               |
| Lizzie                             | Lizzie                              | Tim Maner – Steven Cheslik-DeMeyer – Alan Stevens Hewitt | 2022         | Tucker András        | RaM Színház by Freelusion |
| Vidám kísértet                     | High Spirits                        | Hugh Martin – Timothy Gray                               | 2021         | Méhes László         | Pinceszínház              |
| Izgass fel! – Az évszázad bűnténye | Thrill Me: The Leopold & Loeb Story | Stephen Dolginoff                                        | 2019         | Pányik Tamás         | Hatszín Teátrum           |
| A kincses sziget                   | Die Schatzinsel                     | Dennis Martin – Wolfgang Adenberg                        | 2019         | Halasi Dániel        | Pesti Magyar Színház      |
| Gyilkos ballada                    | Murder Ballad                       | Juliana Nash – Julia Jordan                              | 2019         | Kerényi Miklós Gábor | Átrium                    |